# Zhiping (socken i Kina, Zhejiang)
Zhiping (kinesiska: 治平, 治平乡) är en socken i Kina. Den ligger i provinsen Zhejiang, i den östra delen av landet, omkring 93 kilometer söder om provinshuvudstaden Hangzhou.
Genomsnittlig årsnederbörd är 2 143 millimeter. Den regnigaste månaden är juni, med i genomsnitt 396 mm nederbörd, och den torraste är januari, med 70 mm nederbörd.